# Afogados da Ingazeira Futebol Clube
El Afogados da Ingazeira Futebol Clube es un equipo de fútbol de Brasil que juega en el Campeonato Pernambucano, la primera división del estado de Pernambuco; y en el Campeonato Brasileño de Serie D, la cuarta división nacional.

## Historia
Fue fundado el 18 de diciembre de 2013 en el municipio de Afogados da Ingazeira del estado de Pernambuco como un equipo de categoría profesional que se afilia a la Federación Pernambucana en 2014 y ese mismo año debuta en la segunda división estatal.
Dos años después es subcampeón estatal y logra el ascenso al Campeonato Pernambucano por primera vez, estando cerca de jugar en el Campeonato Brasileño de Serie D, pero quedó fuera por el criterio de desempate.
En 2019 es campeón del interior del estado y termina en tercer lugar del Campeonato Pernambucano, obteniendo la clasificación al Campeonato Brasileño de Serie D y a la Copa de Brasil, la que será su primera aparición en torneos nacionales.

## Palmarés
- Campeonato Pernambucano del Interior: 1

2019
- Copa Aderval Viana: 1

2019
- Campeonato de Sertao: 2

2015, 2016